# Obiecane niebiosa
Obiecane niebiosa (ros. Небеса обетованные) – radziecki komediodramat z 1991 roku, w reżyserii Eldara Riazanowa.

## Fabuła
W początkach lat 90. XX w. w państwie radzieckim narasta kryzys społeczny. W okolicy miejskiego wysypiska śmieci zbierają się ludzie, którzy nie mogą odnaleźć się w nowej rzeczywistości. Większość z nich nawet nie ma domu, ale marzą o tym, że kiedyś wyjadą tam, gdzie życie nadal toczy się normalnie.
W 1991 pismo Sowietskij ekran uznało go najlepszym filmem roku.

## Obsada
- Lija Achiedżakowa jako Fima
- Olga Wołkowa jako Katia Iwanowa
- Walentin Gaft jako Dmitrij Loginow
- Leonid Broniewoj jako pułkownik Siemion Jefriemowicz
- Oleg Basiłaszwili jako Fiodor Stiepanowicz
- Roman Karcew jako Sołomon
- Swietłana Niemolajewa jako Agłaja
- Wiaczesław Niewinny jako Stiepan
- Aleksandr Paszutin jako maszynista
- Siergiej Arcybaszew jako Kiriłł
- Aleksandr Bielawski jako Mirow
- Maria Winogradowa jako staruszka
- Eldar Riazanow jako klient w kawiarni